# Museo Memoria de la Ciudad

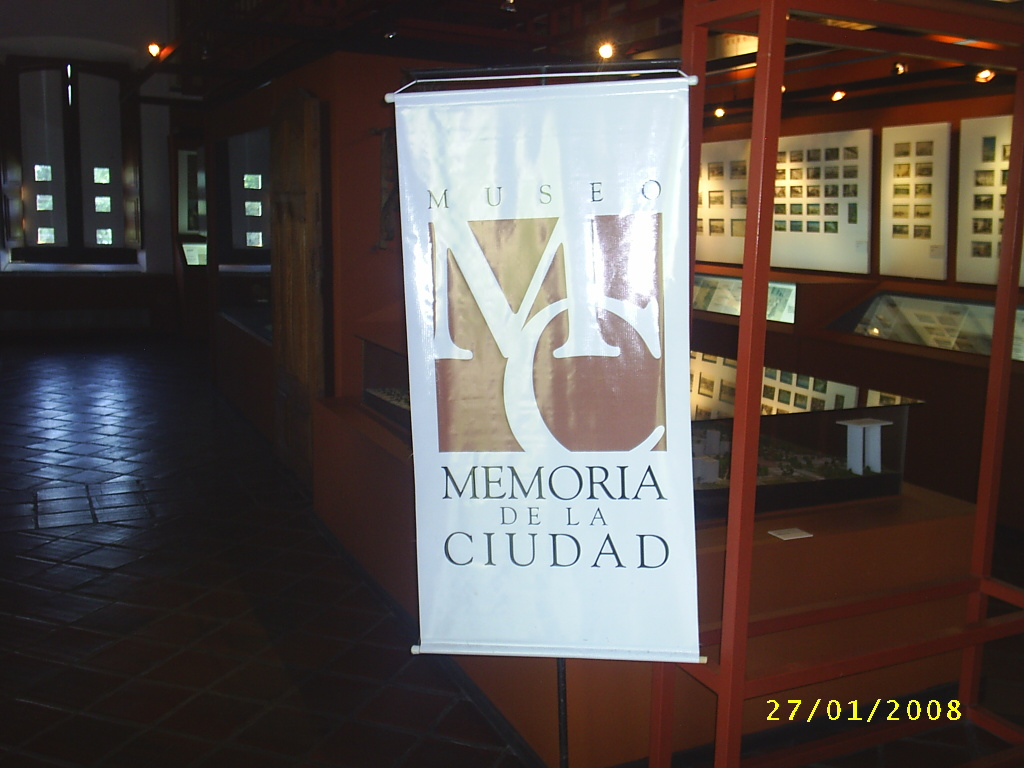
Museo Memoria de la Ciudad.

El Museo Memoria de la Ciudad se encuentra ubicado en la Casa Viola, una de las nueve edificaciones que conforman el complejo arquitectónico Manzana de la Rivera, frente al Palacio de Gobierno, en la ciudad de Asunción, capital de Paraguay.
El Museo, idea y realización del arquitecto Carlos Colombino, fue inaugurado el 14 de agosto de 1996. Un recorrido a través de sus diferentes espacios permitirá realizar una lectura de la historia de Asunción, en sus distintas etapas de desarrollo. Los objetos que atesora han sido recopilados en el país; así como también en las ciudades de Nueva York, Madrid, París, Montevideo y Buenos Aires.

## Casa Viola

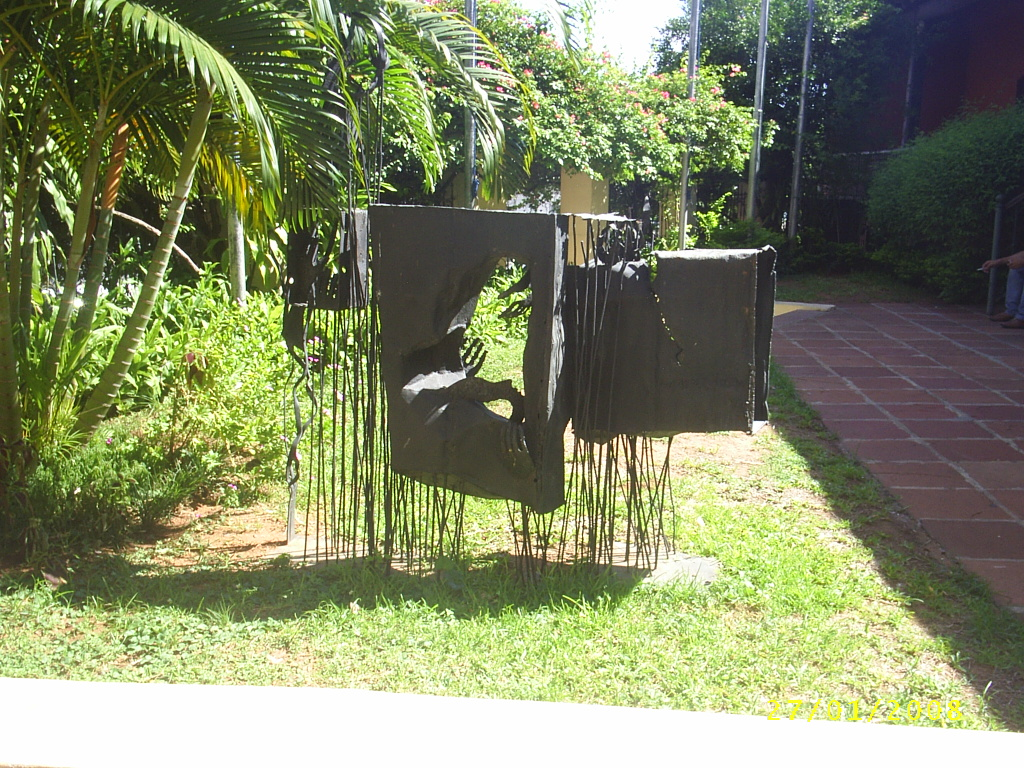
Escultura ubicada a la Entrada de la Manzana de la
Rivera.

La casa Viola es una típica construcción colonial que data de los años 1750-1758, su ubicación responde a la disposición de las calles antes de que Gaspar Rodríguez de Francia cuadriculara la ciudad. La casa tiene techo de tejas a dos aguas. Delante, una galería; posterior a ella, la herrería, construida sobre vigas y columnas de madera. Antiguamente, la casa contaba con tres habitaciones grandes, quedando actualmente solo una, ubicada frente al Palacio de Gobierno. En la parte posterior se encuentra una galería corredor, como muestra de la culata yovai, tipología de las antiguas casas paraguayas. La estructura del techo es de palma y tacuarilla; las tejas están montadas con una argamasa de barro, aglutinada con sangre vacuna.

## Historia
Después del cambio de gobierno en 1989, surgen inquietudes de rescatar diversos sitios de la ciudad. En este contexto, un grupo de estudiantes de arquitectura inician la campaña Salvemos la Manzana frente al Palacio, debido al deterioro de las edificaciones que la conformaban, y en oposición a un proyecto que pretendía demolerlas, para construir una plaza en dicho lugar. 
En ocasión de las celebraciones por los 500 años del descubrimiento de América, en toda Iberoamérica se constituyeron comisiones para organizar las diversas acciones que se realizarían al respecto. 
La Comisión V Centenario Paraguay, presidida por el arquitecto Juan Cristaldo, incluye el proyecto Casa Viola , entre los proyectos principales a ejecutarse, el cual fue presentado por el escritor Augusto Roa Bastos ante la Agencia Española de Cooperación Internacional. Durante la administración del intendente José Luis Alder, la Municipalidad de Asunción adquirió las propiedades que conforman el predio de la Manzana. Los trabajos de restauración comenzaron en 1991, año en que se refuncionalizan las edificaciones para convertirla en el Centro Cultural de la Ciudad. Su primer director fue el arquitecto Carlos Colombino.
La visita al Museo permite una doble lectura: una a través de los hechos ocurridos desde la fundación de la ciudad, y otra a partir de la crónica de sus protagonistas. En el Museo podemos apreciar diferentes elementos rituales pertenecientes a la cultura guaraní, como una funeraria prehispánica. También un árbol genealógico de hombres y mujeres ilustres de la nación, pinturas de varios artistas paraguayos, que reflejan la vida asuncena en diferentes épocas, mapas geográficos, estadísticos e históricos, planos de Asunción y de países vecinos, pertenecientes a los siglos XVII y XVIII, muebles y objetos de la época colonial, escudos, candelabros, partituras, revistas, diarios, libros, así como diversos elementos constructivos.
En el año 2005, con los auspicios de la Embajada de los Estados Unidos de América, se inició el proyecto de conservación y restauración de su acervo.

## Muestras más significativas

### Arqueología
Los nativos guaraníes desarrollaron una fecunda actividad agroalfarera. Para la fabricación de los objetos utilizaban una cerámica decorada con los dedos y algunos tintes naturales. En el museo se puede apreciar una urna funeraria, utilizada para enterrar a sus muertos.

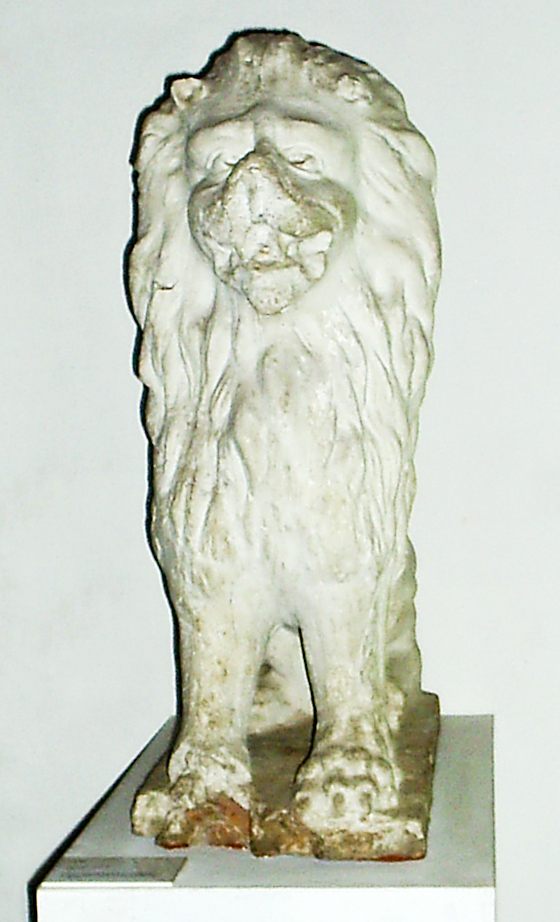
León de cemento.

### Arquitectura

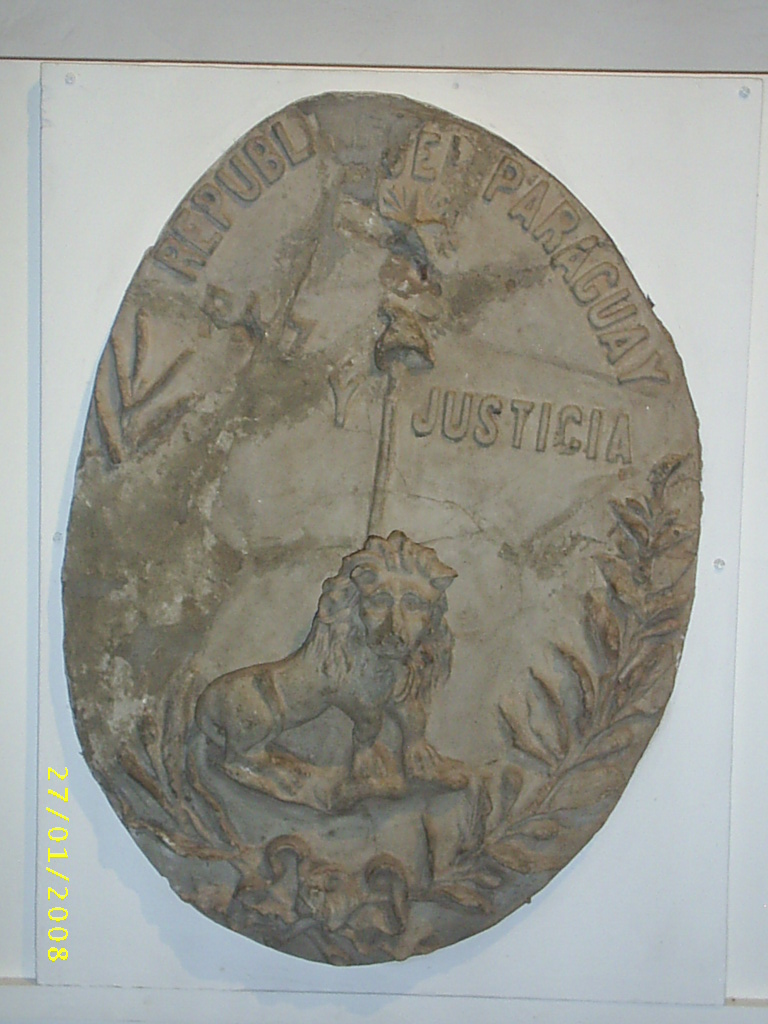
Escudo de la República de Paraguay.

- León de cemento: El león, animal muy apreciado, principalmente en la heráldica europea, estuvo presente como elemento decorativo en la arquitectura asuncena. En el museo podemos apreciar un león de cemento.

- Puerta del Club Nacional: Una puerta de madera tallada y ensamblada que perteneció al Club Nacional, fundado por los hijos y yernos de Carlos Antonio López. El edificio al cual pertenecía fue diseñado por el arquitecto Alejandro Ravizza, terminándose de construir en 1860, ubicado en la esquina de la calle Palma, entre 25 de Diciembre (hoy Chile) y Atajo (hoy Alberdi).

- Escudo de Cemento de la República Del Paraguay: Elemento constructivo ornamental exponente de la cultura paraguaya.

- Puerta Cancel con vidrio biselado con el Escudo del Paraguay (fragmento) : El escudo de la República del Paraguay fue creado por José Gaspar Rodríguez de Francia en 1820. Junto al escudo de la República está el llamado de Hacienda, creado por los cónsules Mariano R. Alonso y Carlos A. López en el Congreso Extraordinario del 25 de noviembre de 1842.

- Tejas coloniales dibujadas de la Casa Castelvi: Elementos constructivos de la arquitectura paraguaya, resultado de diferentes influencias arquitectónicas: formales, funcionales, estilísticas y constructivas.

### Documentos
- Entre los documentos más notables que posee el Museo sobresalen los mapas. Los mismos datan de diferentes épocas y constituyen un reflejo del devenir histórico de la región. 
  - En un mapa coloreado y realizado en Ámsterdam en 1694: Paraguay o Provincia de Río La Plata con adyacencias se pueden apreciar las regiones adyacentes de Tucumán y Santa Cruz de la Sierra.
  - En el Mapa de la República del Paraguay, confeccionado a principios del siglo XX, puede observarse el área del territorio chaqueño, perdido después de la Guerra del Chaco.
  - En el mapa Paraguay, vulgo Paraguay, con adyacencias, confeccionado en el siglo XVII, se aprecia un plano de ubicación de la ciudad de Asunción.
- Testamento de Doña Ysabel Venegas: El objeto que se exhibe es una reproducción del original testamento de Doña Isabel Venegas, mestiza y mujer principal, vecina de la Ciudad de Asunción, del año 1578. El original se encuentra en el Archivo Nacional de Asunción, Sección Judicial y Criminal, vol. 1537.
- Partituras: En el Museo se atesoran varias partituras de gran valor para la historia musical del país: Añoranza triste, Canción guaraní, Gratitud de Carlos Federico Reyes, músico, humorista, escritor y pintor, nacido en Asunción el 15 de octubre de 1909. Falleció en 1999. También pueden apreciarse las partituras originales de la polca Recuerdos de Caacupé .
- Rectificación de las calles de Asunción por José G. Rodríguez de Francia: Representación sobre panel de acrílico: las franjas amarillas: cuadrículas de calles (modelo medieval europeo instituido por las Ordenanzas de Poblaciones y traído a América por los españoles. Asunción perdió así sus últimas características paraguayas prototípicas). En negro: plano levantado por Azara.
- Proyecto de la Franja Costera de Asunción y el Plan de Desarrollo Urbano Ambiental: El proyecto de la Franja Costera se propone dar solución a diversas problemáticas sociales, ambientales, urbanísticas y técnicas, ocasionadas por la crecida del río Paraguay; así como dar una nueva imagen a esa zona de la ciudad.

### Plástica
- Pintura
  - La mestiza, Indígenas chaqueños: Roberto Holden
  - El mercado Guasú, Calle Palma: Ignacio Núñez Soler
  - La Chacarita: Alicia Bravard
  - Personajes del Mercado de Asunción: Estatuillas realizadas por Serafín Marsal (1861 – 1951). Nació en España y llegó a Paraguay en 1907, donde se afincó definitivamente.
- Maqueta del Centro histórico de Asunción: Una representación tridemensional de la ciudad, donde en color terracota se destacan sus edificios históricos. El resto de las edificaciones se uniforman en un color neutro.
- Ilustraciones del Libro La República del Paraguay.
- Ilustraciones: Cacique payaguá, Palacio de Gobierno, Mercado de Asunción, Iglesia Catedral, Iglesia de la Encarnación, Brigadier Gral. Francisco Solano López, Plaza del gobierno, Arsenal y puerto de Asunción, Trazado de la 1ª sección del Ferrocarril (Asunción-Villarrica).
- Grabados coloreados: Arnoldus Montanus. Publicados en Ámsterdam en 1671.

- Plano de la Ciudad de Asunción del Paraguay: Félix de Azara (1746 – 1821). Naturalista y marino español, enviado a América para arbitrar en la cuestión de límites entre las posesiones de España y Portugal. Estudió la fauna y la geografía del Paraguay y del Río de la Plata.

### Mobiliario
- Primer atril de la Orquesta Sinfónica de la Ciudad de Asunción
- Silla Mecedora: Madera y tejido. Siglo XIX. Época de Don Carlos Antonio López
- Dormitorio colonial: En este dormitorio se exhiben, entre otros objetos, una cama matrimonial, hamacas para personas mayores y niño, nicho para los santos, cántaro, velador, sitio donde se rezaba el rosario, mientras los padres rezaban, un niño, sentado en un asiento más pequeño, les cebaba el mate.

Objetos varios
- Bandoneón, con su caja de cuero repujado negro con detalles florales e interior forrado con tela de pana roja.
- Elementos rituales guaraníes , usados por los indígenas guaraníes como instrumentos musicales y como recipientes para el transporte de agua.
- Nicho, Perteneciente al arte colonial, originario de Tabapy, realizado presumiblemente en la primera mitad del siglo XVIII, pintado y esculpido en madera policromada, dedicado a la Virgen del Rosario. Perteneció a la familia Isasi-de la Peña. Donación de Rubén Talavera Goiburú y Señora a este museo.
- Pequeño baúl de madera, conformado de una caja con tapa curva con dos bisagras de cuatro tornillos, lustrada y forrada en el interior con papel.
- Dos mazos de tabaco, símbolo del crecimiento económico de la Época Lopista.
- Frascos de Yerba de la Empresa Asunción, representaciones comerciales de la yerba mate, uno de los productos más consumidos en la sociedad.
- Medalla del cincuentenario de la Guarania, otorgada a José Asunción Flores